# Park Narodowy Khunjerab
Park Narodowy Khunjerab (urdu ‏خنجراب نیشنل پارک‎) – park narodowy położony na terenie jednostki administracyjnej Gilgit-Baltistan w północnej części Pakistanu, utworzony w 1975 roku.

## Opis
Park Narodowy Khunjerab został formalnie utworzony 29 kwietnia 1975 roku w celu ochrony dzikich owiec Ovis ammon polii.
Ponad połowa obszaru parku leży na wysokości powyżej 4000 m n.p.m. Przez park przebiega fragment Szosy Karakorumskiej łączącej Chiny z Pakistanem.

## Fauna
Ssaki
Na obszarze parku występują m.in. następujące gatunki bądź podgatunki ssaków: Ovis ammon polii, irbis śnieżny (Panthera uncia), Capra ibex sibirica, Ursus arctos isabellinus, lis rudy (Vulpes vulpes), Canis lupus filchneri, nahur górski (Pseudois nayaur), zając płowy (Lepus capensis), szczekuszka wielkoucha (Ochotona macrotis), Marmota caudata aurea, myszarka kaszmirska (Apodemus rusiges), chomiczak szary (Cricetulus migratorius), karlik malutki (Pipistrellus pipistrellus), gacek szary (Plecotus austriacus).
Ptaki
Na terenie parku zaobserwowano gatunki ptaków: kopciuszek zwyczajny (Phoenicurus ochruros), pleszka białogłowa (Chaimarrornis leucocephalus), gwizdokos fioletowy (Myophonus caeruleus), modrak (Monticola solitarius), białorzytka pustynna (Oenanthe deserti), pleszka kaukaska (Phoenicurus erythrogastrus), dziwonia zwyczajna (Erythrina erythrinus), kulczyk królewski (Serinus pusillus), diwonia duża (Carpodacus rubicilla), góralka brunatna (Leucosticte nemoricola), pliszka górska (Motacilla cinerea), Motacilla alba personata, pliszka cytrynowa (Motacilla citreola), wrończyk (Pyrrhocorax pyrrhocorax), wieszczek (Pyrrhocorax graculus), kruk zwyczajny (Corvus corax), wilga zwyczajna (Oriolus oriolus), piegża (Curruca curruca), pluszcz ciemny (Cinclus pallasii), pierwiosnek (Phylloscopus collybita), wójcik (Seicercus trochiloides), górniczek zwyczajny (Eremophila alpestris), wróbel zwyczajny (Passer domesticus), głuszek (Emberiza cia), pomurnik (Tichodroma muraria), płochacz pstry (Prunella ocularis), dzierzba zmienna (Lanius schach), bilbil białolicy (Pycnonotus leucogenys), orłosęp (Gypaetus barbatus), sęp himalajski (Gyps himalayensis), Accipiter nisus melaschistos, pustułka zwyczajna (Falco tinnunculus), góropatwa azjatycka (Alectoris chukar), ułar himalajski (Tetraogallus himalayensis), gołąb białobrzuchy (Columba leuconota), turkawka zwyczajna (Streptopelia turtur), orzeł przedni (Aquila chrysaetos), brodziec piskliwy (Actitis hypoleucos), biegus malutki (Calidris minuta), kukułka zwyczajna (Cuculus canorus), dudek (Upupa epops), kokoszka zwyczajna (Gallinula chloropus).
Gady
Z gadów zaobserwowana została agama himalajska (Paralaudakia himalayana) i jaszczurka Laudakia pakistanica.